# Entella delalandi
Entella delalandi es una especie de mantis de la familia Mantidae.

## Distribución geográfica
Se encuentra en Namibia, Tanzania, Zimbabue y Provincia del Cabo (Sudáfrica).